# Nymphon braschnikowi
Nymphon braschnikowi är en havsspindelart som beskrevs av Schimkewitsch, W. 1907. Nymphon braschnikowi ingår i släktet Nymphon och familjen Nymphonidae. Inga underarter finns listade i Catalogue of Life.